# سانتانام (بازیگر)
سانتانام (به انگلیسی: Santhanam) بازیگر هندی است.
از فیلم‌هایی که وی در آن نقش داشته‌است می‌توان به سینگام ۲ اشاره کردد.

## فیلم‌شناسی
فهرست برخی از فیلم‌هایی که سانتانام در آنها به ایفای نقش پرداخته‌است:
- سینگام ۲
- دختر خدا
- پادشاه ملکه
- بهار طلایی
- دعوا
- معامله‌گر
- بین من و تو
- کوسلان
- آسمان
- ساگونی
- رقص
- الکس پاندیان
- موج
- پسر تامیلی دوست‌داشتنی
- همه پادشاه خوش‌تیپ
- بازی با درگیری
- ساچین
- سانتوش سوبرامانیام
- عشق گذشته
- پلنگ
- تو باید با آتیش کار کنی کومار
- مسکو کاوری
- پانصد و پنجاه و پنج
- عزیز
- واسو و سراوانان
- پاک‌کننده
- عشقم را پیدا کردم